# سیارک ۲۲۱۵۳
سیارک ۲۲۱۵۳ (به انگلیسی: 22153 Kathbarnhart، نامگذاری:2000WT58) بیست و دو هزار و صد و پنجاه و سومین سیارک کشف شده‌است که در ۲۱ نوامبر ۲۰۰۰ کشف شد.
قدر مطلق سیارک برابر ۱۰.۷ است.